# 國際詠春總會
國際詠春總會（英語：International WingTsun Association）是咏春拳武术家梁挺所創立的組織，1973年正式成立，總部位於香港。至今已发展至全球68个国家，擁有近5000间拳馆、200萬弟子，成為世界規模最大的武術組織之一。

## 歷史
1973年7月24日，梁挺等人創設的「詠春梁挺拳術總會」正式成立。1975年因發展至海外，而更名為「國際詠春梁挺拳術總會」。1983年更名為「國際詠春拳術總會」；後再更名為現名「國際詠春總會」。該組織的「詠春」英文拼法為Wing Tsun，以跟一般的 Wing Chun 或 Ving Tsun拼法區別。
2012年9月，在深圳京基100大厦舉辦“王者归来 咏春兴盛”的新闻发布会，正式進軍中國內地發揚咏春拳。
2017年11月，宋科出任國際詠春總會的主席。

## 外部連結
- 官方网站